# ルール2
『ルール2』（原題：Urban Legends: Final Cut）は、2000年に公開されたアメリカ合衆国とカナダの合作によるホラー映画。『ルール』シリーズ第2弾。ジョン・オットマンの初監督作品。

## あらすじ
映画学校の卒業を間近に控えたエイミーは、卒業記念として自主製作映画を制作するという学校の伝統に倣い、その制作準備を進める。コンペで最高の栄誉であるヒッチコック賞を受賞すれば、ハリウッドへの道が開けるのだ。
エイミーはサイコスリラー映画を制作する事を決め、着々と準備を整え、撮影に入るが、出演者やスタッフが次々とアクシデントに見舞われる。それはエイミーが制作しようとしている映画の内容と酷似していた。

## キャスト
| 役名         | 俳優                       | 日本語吹替 |
| ------------ | -------------------------- | ---------- |
| エイミー     | ジェニファー・モリソン     | 幸田夏穂   |
| トレヴァー   | マシュー・デイビス         | 千葉進歩   |
| ソロモン教授 | ハート・ボックナー         | 大滝進矢   |
| ヴァネッサ   | エヴァ・メンデス           | 落合るみ   |
| リース       | ロレッタ・デヴァイン       | 宮寺智子   |
| グレアム     | ジョーイ・ローレンス       | 川田紳司   |
| トビー       | アンソン・マウント         | 坪井智浩   |
| ブレンダ     | レベッカ・ゲイハート       | 出口佳代   |
| スタン       | アンソニー・アンダーソン   | 渋谷茂     |
| サンドラ     | ジェシカ・コーフィール     | 手塚ちはる |
| ロブ         | ヤニ・ゲルマン             | 浜田賢二   |
| ダーク       | マイケル・バコール         | 杉山紀彰   |
| サイモン     | マルコ・ホーフシュナイダー |            |
| リサ         | ジャシンダ・バレット       |            |
| マリーナ     | レジーナ・ホール           |            |

その他、長克巳、志村知幸、川村拓央、皆川純子